# Gézier-et-Fontenelay
Gézier-et-Fontenelay é uma comuna francesa na região administrativa de Borgonha-Franco-Condado, no departamento de Alto Sona. Estende-se por uma área de 12,1 km². Em 2010 a comuna tinha 216 habitantes (densidade: 17,9 hab./km²).